# بمب‌گذاری در حرم امام رضا
انفجار در حرم علی بن موسی الرضا در ۳۰ خرداد ۱۳۷۳ (۲۰ ژوئن ۱۹۹۴) رخ داد. برای افزایش تلفات و زخمی‌ها، انفجار در روز عاشورا یکی از مقدس‌ترین روزهای تشیع صورت پذیرفت، که حرم مملو از جمعیت مراسم بزرگداشت کشته شدن حسین بن علی بود.
بر اثر شدت انفجار که طبق نظر کارشناسان مربوط حجم آن معادل ۱۰ پوند (۴٫۵ کیلوگرم) ماده منفجره تی.ان.تی بود، ۲۶ نفر جان داده و بیش از ۳۰۰ تن زخمی شدند. اگرچه ظاهرا یک گروه تروریستی سنی پاکستانی مسئولیت حمله را پذیرفت، اما حکومت ایران مجاهدین خلق را مسئول بمب‌گذاری دانست. بعدها در جریان پرونده قتل‌های زنجیره‌ای این ادعا مطرح شد که این بمب‌گذاری بخشی از کارهای صورت گرفته توسط باند سعید امامی و وزارت اطلاعات بوده‌است.

## بمب‌گذاری
در روز عاشورا حرم مملو از عزاداران زنجیرزنی بود که مراسم روز عاشورا را برگزار می‌کردند و کشته شدن امام حسین را بزرگ می‌داشتند. در ساعت ۱۴ و ۲۶ دقیقه، یک بمب در سالن بالای سر ضریح در قسمت مخصوص زنان که مملو از جمعیت بود، منفجر شد. در اعتراض، مردم بیرون مسجد و بیمارستان‌ها تجمع کردند.
آسیب به بنا، شامل از بین رفتن یک دیوار و گنبد بالای ضریح و شکستن لوسترها بود. کاشی‌کاری‌ها و آیینه‌کاری‌های بسیار ظریف ۸۰۰ ساله حرم، آسیب دید.

## قبل از بمب‌گذاری

### مطلع کردن سپاه پاسداران از بمب‌گذاری
سرتیم حفاظت و خنثی‌سازی بمب سپاه پاسداران مشهد گفت: «اوایل خرداد ۷۳ بود که اعلام شد حرم مطهر تهدید به بمب‌گذاری شده‌است. منبع خبر، موثق بود اما کانال‌هایی که ما را از این تهدیدات باخبر می‌کردند، متفاوت بودند؛ گاهی نیروی انتظامی، گاهی اطلاعات و بعضی اوقات مراکز دیگر.»

### اطلاع مسئولان حرم از تهدید بمب‌گذاری
سرتیم حفاظت و خنثی‌سازی بمب سپاه پاسداران مشهد، یک یا ۲ هفته قبل از انفجار درخواست برگزاری جلسه‌ای با مسئول حراست کلِ آستان قدس رضوی را می‌دهد و در جلسه وقتی قضیه تهدید مطرح می‌شود. او می‌گوید: «برایشان توضیح دادیم که از نظر ما با تجربه و آموزش‌هایی که دیده‌ایم، احتمال وقوع انفجار قطعی شده‌است.» او درخواست می‌کند که کسی کیف، ساک، چمدان، بسته به داخل حرم نیاورد و بازرسی بدنی صورت پذیرد.
او می‌گوید: «۲ هفته گذشت و روز عاشورا از راه رسید. خبر رسید حرم را منفجر کرده‌اند. هر لحظه منتظر شنیدن چنین خبری بودم.»

## مظنونان
سازمان مجاهدین خلق و وزارت اطلاعات به عنوان مظنونان اصلی این داستان معرفی شده‌اند. اگرچه القاعده و یک گروه بنام الحرکت الاسلامی الایرانی نیز نامشان در این عملیات تروریستی مطرح شد.

### مجاهدین خلق
دولت ایران سازمان مجاهدین خلق را عامل این حادثه دانست. بر اساس ایرنا یک تماس گیرنده تلفنی مسئولیت حمله را از طرف سازمان مجاهدین خلق بر عهده می‌گیرد. درحالی‌که سازمان مجاهدین خلق حمله را محکوم می‌کند. دو زن به همین اتهام در ایران محاکمه شدند ولی از سرنوشت آنها اطلاعی در دست نیست.

### القاعده
رمزی یوسف یک عضو القاعده که مسئول چندین حمله تروریستی در جهان و در زندان آمریکا بود، به انجام این انفجار نیز متهم شد. برخی تحلیلگران می‌گویند ظاهراً او توسط سازمان مجاهدین خلق استخدام شده بود. بر اساس اظهارات یک افسر بی‌نام آمریکایی، یوسف بمب را ساخت و مأموران سازمان مجاهدین خلق آن را در حرم قرار دادند. بر اساس تحلیل‌ها، او مظنون به داشتن رابطه با سازمان مجاهدین خلق به خاطر تابعیت عراقی اش بود. اما ریموند تنتر (Raymond Tanter)، عضو آژانس امنیت ملی در زمان رونالد ریگان معتقد است که سازمان مجاهدین خلق دست نداشته‌اند و افراد جنگ طلب وابسته به یوسف مرتکب جنایت شد. نیوز (news) یک روزنامه چاپ صبح پاکستان، این فرد را عبدالشکور، یک جوان مذهبی تندرو که در کراچی زندگی می‌کند، معرفی کرد. در ۲۷ مارس ۱۹۹۵ یک نشریه پاکستانی اعلام کرد که عبدالشکور به انجام این بمب‌گذاری اعتراف نموده‌است.

### الحرکت الاسلامی الایرانی
یک ماه بعد از حمله، یک گروه سنی که خود را «الحرکت الاسلامی الایرانی» می‌نامد مسئولیت حمله را پذیرفت. علیرغم این، حکومت ایران به مسئول دانستن سازمان مجاهدین خلق ادامه داد. بر اساس شورای ملی مقاومت ایران که سازمان مجاهدین خلق جزئی از آن است، در یک دادگاه در ۱۹۹۹، وزیر کشور عبدالله نوری ادعا می‌کند که این حمله یک عملیات پرچم دروغین به‌وسیلهٔ رژیم ایران برای مقصر دانستن سازمان مجاهدین خلق بود.

### وزارت اطلاعات
اکبر گنجی و عمادالدین باقی که تحقیقات زیادی در قتل‌های زنجیره‌ای داشتند نیز مسئول این انفجار را بخشی از وزارت اطلاعات معرفی کردند و دستگیرشدگان را افرادی بدون ارتباط با این حادثه دانستند که از آنها اعتراف‌گیری شده‌است. 
علی یونسی، وزیر اطلاعات دولت اصلاحات در گفت‌وگو با جماران در تیر ماه ۱۴۰۰ می‌گوید که وزارت اطلاعات «در جریان این بمب‌گذاری افرادی را دستگیر و از آنها اقراری مبنی بر ارتکاب این انفجار گرفت. تعدادی بازداشت شدند و وقتی من وزیر شدم با بررسی‌هایی متوجه این خطا شدم و از بازداشتی‌ها دلجویی کردم و تا توانستیم جبران کردیم.»
همچنین ایرج مصداقی نیز این عملیات را کار وزارت اطلاعات و باند سعید امامی می‌داند.

## دستگیری مظنونان
در آن زمان مطبوعات مشهد گزارش دادند که «مهدی نحوی» بمب را در کیف زنانه‌ای تا نزدیک ضریح رسانده و «علیرضا رحمانی» و دو زن نیز او را همراهی کرده‌اند. مهدی نحوی متواری می‌شود اما علیرضا رحمانی دقایقی پس از انفجار حرم شناسایی و تعقیب و دستگیر می‌شود. رحمانی همدستانش را لو می‌دهد. ۵ روز بعد، «بهرام عباس‌زاده» که قصد بمب‌گذاری در نماز جمعه مسجد مکی زاهدان را داشت، دستگیر شد. او در اعترافاتش مهدی نحوی را عامل بمب‌گذاری حرم رضا معرفی می‌کند. تصویر چهره‌نگاری شده مهدی نحوی در مطبوعات منتشر می‌شود. او در یک درگیری مسلحانه با مأموران امنیتی در تهرانپارس، مجروح و دستگیر می‌شود. مهدی نحوی در حالی که روی تخت بیمارستان دراز کشیده بود، در یک مصاحبه تلویزیونی گفت: «به دستور سازمان منافقین این کار را انجام دادم و هیچ حرف دیگری ندارم.» او بعد از این اعتراف بر اثر جراحات وارده در بیمارستان مرد. عمادالدین باقی در تحقیق خودش از قتل‌های زنجیره ای اشاره می‌کند که مهدی نحوی در زمان انفجار بمب در زندان بوده و ارتباطی با این انفجار که توسط تیم سعید امامی صورت گرفته بود نداشته‌است.
دو زن دستگیر شده به همین اتهام و همچنین قتل کشیش‌های مسیحی -مهدی دیباج و هایک هوسپیان مهر- (که سپس در زمره قتل‌های زنجیره‌ای قرار گرفت) محاکمه و سپس با تخفیف در مجازات از اعدام رهایی یافتند.

## واکنش مسئولان
در مناظره مصطفی تاج‌زاده و علیرضا زاکانی دربارهٔ قتل‌های زنجیره‌ای، تاج‌زاده گفت: «در مورد قتل‌های زنجیره‌ای به آقای خاتمی سناریو دادند عین مشهد؛ گفتند دو نفر منافق را بگویید آن‌ها بودند و از همین اعتراف‌گیری‌هایی که بلدند!»
محسن امین‌زاده، معاون اسبق وزارت خارجه دولت هفتم و هشتم گفت: «رهبران طالبان و جریان‌های افراطی متحد طالبان در افغانستان عملیات انفجار حرم امام رضا (ع) در مشهد را اجرا کردند.»
علی مطهری، نماینده تهران، در گفتگویی با روزنامه اعتماد این‌چنین گفت که «در موضوع انفجار در حرم امام رضا در سال ۷۳ نیز ابهاماتی مطرح است و لازم است دربارهٔ آن روشنگری صورت بگیرد.»